# Sternenschweif
Sternenschweif ist eine Pferdebuchreihe von Linda Chapman.
In der Geschichte geht es um ein Mädchen namens Laura, das sich nichts mehr wünscht als ein eigenes Pferd. Und genau dieser Wunsch wird ihr erfüllt, als sie mit ihren Eltern und ihrem jüngeren Bruder aufs Land zieht. Und als sie herausfindet, dass ihr neues Pony Sternenschweif in Wirklichkeit ein Einhorn ist, wird ein Traum für sie wahr. Von nun an stürzt sie sich mit Sternenschweif zusammen von einem Abenteuer ins nächste.
Im englischsprachigen Original umfasst die Reihe nur die Bände 1–15. Alle nachfolgenden deutschen Bände entstammen der Feder verschiedener anderer Autoren und Ghostwriter.

## Charaktere
Laura Foster ist mit ihren Eltern aufs Land gezogen und besitzt jetzt ein eigenes Pony namens Sternenschweif, das in Wirklichkeit ein Einhorn ist. Ihr größter Schatz neben Sternenschweif ist ein Buch mit dem Titel „Geschichte der Einhörner“, in dem sie den Zauberspruch fand, mit dem sie Sternenschweif in ein Einhorn verwandeln konnte.
Sternenschweif sieht zwar wie ein verwahrlostes, graues Pony aus, ist in Wirklichkeit aber ein Einhorn. Als er ein Jahr alt war, verließ er das Zauberreich Akardia und lebte von da an auf der Erde. Einige Zeit gehörte er Jade, die mit ihm nicht viel anfangen konnte. Also bot ihr Vater Sternenschweif zum Verkauf an. Laura war sofort begeistert von ihm und bat ihre Mutter, ihn zu kaufen.
Mrs. Fontana gehört eine Buchhandlung in der Stadt, immer mit dabei ist auch ihr Terrier Walter. Früher hatte sie selbst ein Einhorn namens Mitternacht. Sie war es auch, die Laura das Buch „Geschichte der Einhörner“ gab. Wenn Laura Probleme oder Fragen zu den Einhörnern hat, schaut sie meistens bei Mrs. Fontana vorbei. In Band 14 stirbt Mrs. Fontana und hinterlässt Laura die Aufgabe als „Hüterin der Einhorngeheimnisse“ und ihres Hundes.
Mel oder vollständig Melanie Cassidy (in Sprung in die Nacht hieß sie Miller mit Nachnamen) ist eine Freundin von Laura. Ihr Pony heißt Silver. Silver hatte anfangs Angst über Hindernisse zu springen, deswegen wurde Mel oft von Jade ausgelacht. Doch zusammen mit Sternenschweifs Hilfe konnte Silver seine Angst überwinden.
Jessica Parker ist eine Freundin von Laura. Anfangs vertrug sie sich nicht mit ihrer Stiefschwester Samantha, doch inzwischen haben sie sogar ein gemeinsames Pony namens Sandy.
Samantha ist Jessicas Stiefschwester und eine Freundin von Laura. Zusammen mit Jessica gehört ihr das Pony Sandy.
Sally ist Jessicas Stiefmutter.
Grace Wakefield ist eine Freundin von Laura. Ihre Eltern haben einen Reitstall. Sie besitzt selbst ein Einhorn namens Nachtwind.
Nachtwind ist das Einhorn von Grace.
Ellen Miller ist wie Laura Hüterin der Einhorngeheimnise.
Glitzermond  ist das Einhorn von Ellen.
Wanda ist die Einhornfreundin von Mondblüte.
Mondblüte ist das Wunschsammler-Einhorn und sammelt zusammen mit seiner Einhornfreundin Wanda die Wünsche der Menschen.
Maila ist eine Einhornfreundin. Ihr Einhorn heißt Sternflocke.
Sternflocke ist Mailas Einhorn.
Jo-Ann ist die beste Freundin von Grace und eine Freundin von Laura.
Julia ist eine Freundin von Laura und hat ein Einhorn namens Mystery.
Mystery ist das Einhorn von Julia.
Noah besitzt ein Einhorn namens Sturmtänzer.
Sturmtänzer ist das Einhorn von Noah.
Michael hat auch ein Einhorn. Er hat es mit Hilfe von Laura herausgefunden im sechsten Band.
Mondlicht ist das Einhorn von Michael.
Zoe ist auch eine Einhornfreundin. Ihr Einhorn Silberregen fliegt im 22. Band zurück nach Arkadia.
Silberregen ist das Einhorn von Zoe.
Sandra hat ein Einhorn namens Wolkentanz.
Wolkentanz ist das Einhorn von Sandra.
Alex ist ein Junge, der überall herumklettert. Er wird Waldfees Einhornfreund.
Waldfee wird von Laura als kleines alleingelassendes Fohlen im Wald gefunden.
Jade ist Sternenschweifs frühere Besitzerin. Sie verlor schnell das Interesse an ihm und merkte nicht, dass er in Wirklichkeit ein Einhorn ist.
Prinz ist das neue Pony von Jade.
Mr. und Mrs. Foster sind Lauras Eltern. Mrs. Forster bekommt im Laufe der Buchreihe noch ein Baby, welches sie Sophie nennen. Der Vorname von Mrs. Foster ist Alice. Der Vater heißt Mike.
Max Foster ist Lauras jüngerer Bruder. Er besitzt einen Berner Sennenhund namens Buddy.
Steven und Leo sind Max’ Freunde, mit denen er immer skatet.
Sophie Foster heißt die kleine Schwester von Laura.
Hanna (Foster?) ist eine Cousine von Laura.
Walter ist ab Band 18 Lauras Hund. Er gehörte früher Mrs. Fontana.
Paul ist Lauras Freund. In Lauras Bauch kribbelt es, wenn sie Paul sieht. Vielleicht hat sie Gefühle für ihn?
Morgenrot ist eines der Einhörner, das in Band 13 nach Arkadia zurückkehrt.
Sidra Einhornälteste (silbernes Horn), besucht Sternenschweif zum ersten Mal in Band neun und gibt Laura später häufiger Hilfestellungen.
Ira Einhornälteste (goldenes Horn), hat ihren ersten Auftritt im 13. Band und hilft später Laura bei den Mondblumen in Band 45.
Rohan Einhornältester (bronzenes Horn), hat seine einzigen Auftritte in Band 13, 22 und 34 auf der Ebene des Lichts beim neunten Vollmond.

## Orte
Die Sternenleiter ist ein häufiger Versammlungsort der Einhörner.
Die Geheime Lichtung ist der Lieblingsort von Laura und Sternenschweif. Sie kann nur von Einhörnern und ihren Freunden gefunden werden.
In der Mondsteinhöhle  sammeln Wanda und Mondblüte die Mondsteine, auf denen die Wünsche der Menschen geschrieben stehen.
Die Goldene Ebene liegt wie die Sternenleiter - Lichtung in den Bergen und ist ein magischer Ort.
Der Wasserfall der Sterne ist das Tor von Arkadia. Dieser Ort besitzt sehr viel Magie.
Die Alte Eiche ist ein häufiger Treffpunkt von Laura, Mel und Jess.
Auf der Baumstamm - Lichtung kann man hervorragend Springen üben.
Grace Mutter gehört der Reiterhof Apfelhain.
Die Ebene des Lichts erscheint nur bei dem 9. Vollmond des Jahres. Sie ist der Treffpunkt für Einhörner, die lange auf der Erde waren und dort zusammen mit ihrem Einhornfreund sehr viel Gutes getan haben und nun nach Arkadia zürückkehren wollen.
Die Zauberquelle liegt auf der geheimen Lichtung und kann benutzt werden, um in die Vergangenheit zu schauen. Das Wasser gibt den Einhörnern Kraft, wenn sie zu viel verbraucht haben.
Der Ginkgobaum am Waldrand ist der Baum der Freundschaft der dafür sorgt, dass Laura und Sternenschweif ihre Freundschaft unter Beweis stellen

## Blumen
Die Zauberkraft einiger Blumen kann verstärkt werden, indem man zwei von ihnen in einem Fläschchen Wasser auflöst.
Mondblumen wachsen auf der geheimen Lichtung im Wald. Sie benötigt man, um Einhörner das erste Mal zu verwandeln. Weiterhin wird aus ihnen der Trank des Vergessens erstellt.
Silberblumen bewirken bei guten Freunden, dass man die Gedanken seines Freundes hört oder davon träumt.
Blaue Blumen lassen Geschriebenes oder Gedrucktes unsichtbar werden.

## Zaubersprüche
Hinverwandlungs - Zauberspruch: "Silberstern, Silberstern, hoch am Himmel bist so fern. Funkelst hell und voller Macht, brichst den Bann noch heute Nacht. Lass dies Pony grau und klein endlich doch ein Einhorn sein."
Zurückverwandlungs - Zauberspruch: "Strahlendes Einhorn, zauberhaft und voller Macht, du leuchtest hell in dunkler Nacht. Kein fremdes Aug darf dich entdecken, deine wahre Gestalt musst du verstecken. Strahlendes Einhorn hier auf Erden, sollst nun ein Pony wieder werden."

## Bücherübersicht
| Band | Titel                           | Erscheinungsjahr |
| ---- | ------------------------------- | ---------------- |
| 01   | Geheimnisvolle Verwandlung      | 2004             |
| 02   | Sprung in die Nacht             | 2004             |
| 03   | Der steinerne Spiegel           | 2004             |
| 04   | Lauras Zauberritt               | 2004             |
| 05   | Sternenschweifs Geheimnis       | 2005             |
| 06   | Freunde im Zauberreich          | 2005             |
| 07   | Nacht der 1000 Sterne           | 2005             |
| 08   | Die Macht des Einhorns          | 2005             |
| 09   | Flug durch die Nacht            | 2006             |
| 10   | Geheimnisvolles Fohlen          | 2006             |
| 11   | Spuren im Zauberwald            | 2006             |
| 12   | Mondscheinzauber                | 2007             |
| 13   | Magischer Sternenregen          | 2007             |
| 14   | Der goldene Schlüssel           | 2008             |
| 15   | Das Geheimnis der Einhörner     | 2008             |
| 16   | Geheimnisvoller Zaubertrank     | 2008             |
| 17   | Die magische Versammlung        | 2009             |
| 18   | Sommerzauber                    | 2009             |
| 19   | Zauberhafte Freundschaft        | 2009             |
| 20   | Geheimnisvolles Einhorn         | 2009             |
| 21   | Magische Kräfte                 | 2009             |
| 22   | Im Land der Einhörner           | 2010             |
| 23   | Liebeszauber                    | 2010             |
| 24   | Geheimnis der Nacht             | 2010             |
| 25   | Freundschaftszauber             | 2010             |
| 26   | Im Zeichen des Lichts           | 2011             |
| 27   | Die Zauberquelle                | 2011             |
| 28   | Schatz der Sterne               | 2011             |
| 29   | Die goldene Muschel             | 2011             |
| 30   | Funkenzauber                    | 2011             |
| 31   | Die Magie der Sterne            | 2012             |
| 32   | Lauras Rettung                  | 2012             |
| 33   | Geheimnisvolles Glitzern        | 2012             |
| 34   | Himmelsfreunde                  | 2012             |
| 35   | Der silberne Stern              | 2012             |
| 36   | Das magische Tuch               | 2013             |
| 37   | Zirkus der Träume               | 2013             |
| 38   | Freunde für immer               | 2013             |
| 39   | Funkelnder Wasserzauber         | 2013             |
| 40   | Ein Fohlen für Laura            | 2014             |
| 41   | Verzauberte Herzen              | 2014             |
| 42   | Ein neuer Freund                | 2014             |
| 43   | Der Sternengeburtstag           | 2014             |
| 44   | Zauber der Mondblumen           | 2015             |
| 45   | Die Spur der Sterne             | 2015             |
| 46   | Das magische Wasser             | 2015             |
| 47   | Traum der Sterne                | 2015             |
| 48   | Geheimnis der Mondsteine        | 2016             |
| 49   | Insel der Träume                | 2016             |
| 50   | Eine Freundin für Waldfee       | 2016             |
| 51   | Goldener Winterzauber           | 2016             |
| 52   | Verwandlung in der Nacht        | 2017             |
| 53   | Magisches Einhornturnier        | 2017             |
| 54   | Magische Freunde                | 2017             |
| 55   | Geheimnis der Winterponys       | 2017             |
| 56   | Der Elfenzauber                 | 2018             |
| 57   | Geheimnis der Sonne             | 2018             |
| 58   | Ein Zuhause für Streuner        | 2018             |
| 59   | Allerbeste Ponyfreunde          | 2018             |
| 60   | Zauberfohlen                    | 2019             |
| 61   | Funkelnde Sternennacht          | 2019             |
| 62   | Auf der Suche nach Nox          | 2019             |
| 63   | Das verwunschene Baumhaus       | 2019             |
| 64   | Das Tal der Wildpferde          | 2020             |
| 65   | Das verschwundene Tagebuch      | 2020             |
| 66   | Das Geheimnis der Bienen        | 2020             |
| 67   | Die geheimnisvolle Flaschenpost | 2021             |
| 68   | Alpaka in Not                   | 2021             |
| 69   | Das Film-Pony                   | 2021             |
| 70   | Reise nach Arkadia              | 2021             |
| 80   | Die Einhorn-Prinzessin          | 2024             |

### Außerhalb der Reihe
- Sternenschweif – Alles über Einhörner
- Sternenschweif – Mein Tagebuch
- Sternenschweif – Meine Sternenfreunde
- Sternenschweif – Zauberhafte Verwandlung (Sammelband, Teile 1 – 3)
- Sternenschweif – Einhornträume (Sammelband, Teile 4 – 6)
- Sternenschweif – Einhornzauber (Sammelband, Teile 7 – 9)
- Sternenschweif – Einhornfreunde (Sammelband, Teile 11 – 13)
- Sternenschweif – Einhornglück (Sammelband, Teile 16 – 18)
- Sternenschweif – Einhornabenteuer (Sammelband, Teile 19 – 21)
- Sternenschweif – Einhornliebe (Sammelband, Teile 22 – 24)
- Sternenschweif – Zauber der Einhörner (Sammelband, Teile 26 – 27)
- Sternenschweif – Adventskalender (September 2011)
- Sternenschweif – Adventskalender – Magischer Schneezauber (ab September 2012)
- Sternenschweif – Adventskalender – Die Zaubermelodie (2013)
- Sternenschweif – Adventskalender – Winterzauber (2014)
- Sternenschweif – Adventskalender – Der magische Kristall (2015)
- Sternenschweif – Adventskalender – Sternenzauber (2016)
- Sternenschweif – Adventskalender – Zauberlichter (2017)
- Sternenschweif – Adventskalender – Schneezauber (2018)
- Sternenschweif – Adventskalender – In der Zauberburg (2019)
- Sternenschweif – Adventskalender – Der Eiszauber (2020)
- Sternenschweif – Adventskalender – Der Mutmach-Zauber (2021)
- Sternenschweif – Zauberhafter Schulanfang
- Sternenschweif – Meine Freundinnen und Freunde
- Sternenschweif – Zauberhafte Botschaften: Magische Postkarten für beste Freunde
- Sternenschweif – Zauberhafter Rätselspaß
- Sternenschweif – Das Magische Buch
- Sternenschweif – Buch der Träume
- Sternenschweif – Das geheime Zauberbuch
- Sternenschweif – Das Buch der Freundschaft (2020)
- Sternenschweif – Das geheime Einhornbuch (2019)
- Sternenschweif – Magische Nacht
- Sternenschweif & Du – Ein magischer Auftrag
- Sternenschweif & Du – Das verlorene Einhorn
- Sternenschweif Bücherhelden – Zauberhafte Rettung
- Sternenschweif Bücherhelden 2 – Magisches Licht
- Sternenschweif Bücherhelden 2 – Das Einhorn Geheimnis
- Sternenschweif Bücherhelden 2 – Fest auf dem Ponyhof
- Sternenschweif Bücherhelden 2 – Zirkusfreunde
- Sternenschweif Bücherhelden 2 – Rettung im Mondschein
- Sternenschweif Bücherhelden 2 – Ein Einhorn in der Schule
- Sternenschweif Bücherhelden 2 – Im Feenwald
- Sternenschweif Bücherhelden 1 – Die Zauber-Wiese
- Sternenschweif Bücherhelden 1 – Hilfe für die Ponys
- Sternenschweif – Zauberhafte Freunde (McDonalds)
- Sternenschweif – Magische Rettung (McDonalds)
- Sternenschweif – Geheimnis im Wald (Mini-Buch)
- Sternenschweif – Die magische Quelle (Mini-Buch)
- Sternenschweif – Das Zauberamulett (Mini-Buch)
- Sternenschweif – Magische Vorlesegeschichten

## Sonstiges

### Hörspiele
Basierend auf der Buchreihe sind bisher 70 Folgen der gleichnamigen Hörspielreihe mit einer Dauer von  jeweils etwa 70 Minuten bei USM Audio erschienen. Zusätzlich sind Hörboxen erhältlich, die jeweils drei Folgen der Reihe beinhalten. Die kürzeren Sternenschweif-Geschichten aus der "Bücherhelden"-Reihe und anderen Bücher erscheinen seit 2025 ebenfalls als Hörspiele. Sie haben eine Laufzeit von ca. 30 Minuten und werden unter dem Namen "Sternenschweif Sternchen" veröffentlicht (auf CD als Doppelfolgen).
Weitere Hörbücher/Hörspiele:
- Sternenschweif – Einhornmärchen (Hörspiel)
- Sternenschweif – Gute-Nacht-Geschichten (Hörbuch, gelesen von Elke Schützhold)
- Sternenschweif – Zauberhafte Tiergeschichten (Hörbuch, gelesen von Dagmar Bittner)
- Sternenschweif – Neue Gute-Nacht-Geschichten (Hörbuch, gelesen von Elke Schützhold)

### Spiele
- Sternenschweif – Das Geheimnis im Zauberwald für Nintendo DS und Nintendo 3DS
- Sternenschweif – Magischer Einhornflug Mini-Buch für PC und als iOS-App